# Европско првенство у атлетици у дворани 1972 — штафета 4 х 1 круг за жене
Такмичење штафета 4 х 1 круг у женској конкуренцији на трећем Европском првенству у атлетици у дворани 1972. 11. марта 1972. у Палати спортова у Греноблу, Француска.
Пошто је кружна стаза у Греноблу износила 180 метара, није се могло одржати такмичење штафета 4 х 200 метара па је назив ове дисциплине био штафета 4 х 1 круг.
Учествовало је 12 такмичарки у 3 штафете из исто толико земаља.

## Резултати
Због малог броја учесника одржана је само финална трка, а све три штафете су освојиле по медаљу.

### Коначан пласман
| Пласман | Атлетичар                                                             | Земља           | Резултат | Белешка |
| ------- | --------------------------------------------------------------------- | --------------- | -------- | ------- |
|         | Елфгард Шитенхелм, Кристина Такенберг, Анегрет Кронингер, Рита Вилден | Западна Немачка | 1:24,1   |         |
|         | Мишел Бење, Кристијан Марле, Клодин Мер, Никол Пани                   | Француска       | 1:27,6   |         |
|         | Христа Кеплингер, Марија Сикора, Кармен Мер, Моника Холцшустер        | Аустрија        | 1:29,5   |         |